# Fossa Tonsilar
A fossa tonsilar (ou seio tonsilar ) é um espaço delineado pela prega triangular (plica triangular) dos arcos palatoglosso e palatofaríngeo dentro da parede lateral da cavidade oral.  .
Em muitos casos, entretanto, esse seio é obliterado por suas paredes tornando-se aderentes às tonsilas palatinas.